# Juliet Clutton-Brock
Pour les articles homonymes, voir Clutton et Brock.
Juliet Clutton-Brock, née le 6 septembre 1933 à Londres et morte le 21 septembre 2015, est une archéozoologue et conservatrice britannique, spécialisée dans les mammifères domestiques. De 1969 à 1993, elle a travaillé au musée d'histoire naturelle de Londres. Entre 1999 et 2006, elle a été rédactrice en chef du Journal of Zoology. 

## Biographie
Juliet Clutton-Brock est née à Londres, fille d'Alan Clutton-Brock (en) (1904-1976), critique d'art au Times et professeur des beaux-arts Slade à Cambridge et de Sheelah Mabel Stoney Archer. En 1936, sa mère meurt dans un accident de la circulation, et son frère et elle sont envoyés en Rhodésie du Sud. De retour en Angleterre en 1945, elle fait ses études à la Runton Hill School, à Norwich, dans le Norfolk. Elle y développe un intérêt pour la paléontologie et étudie les fossiles dans les falaises maritimes à proximité. 

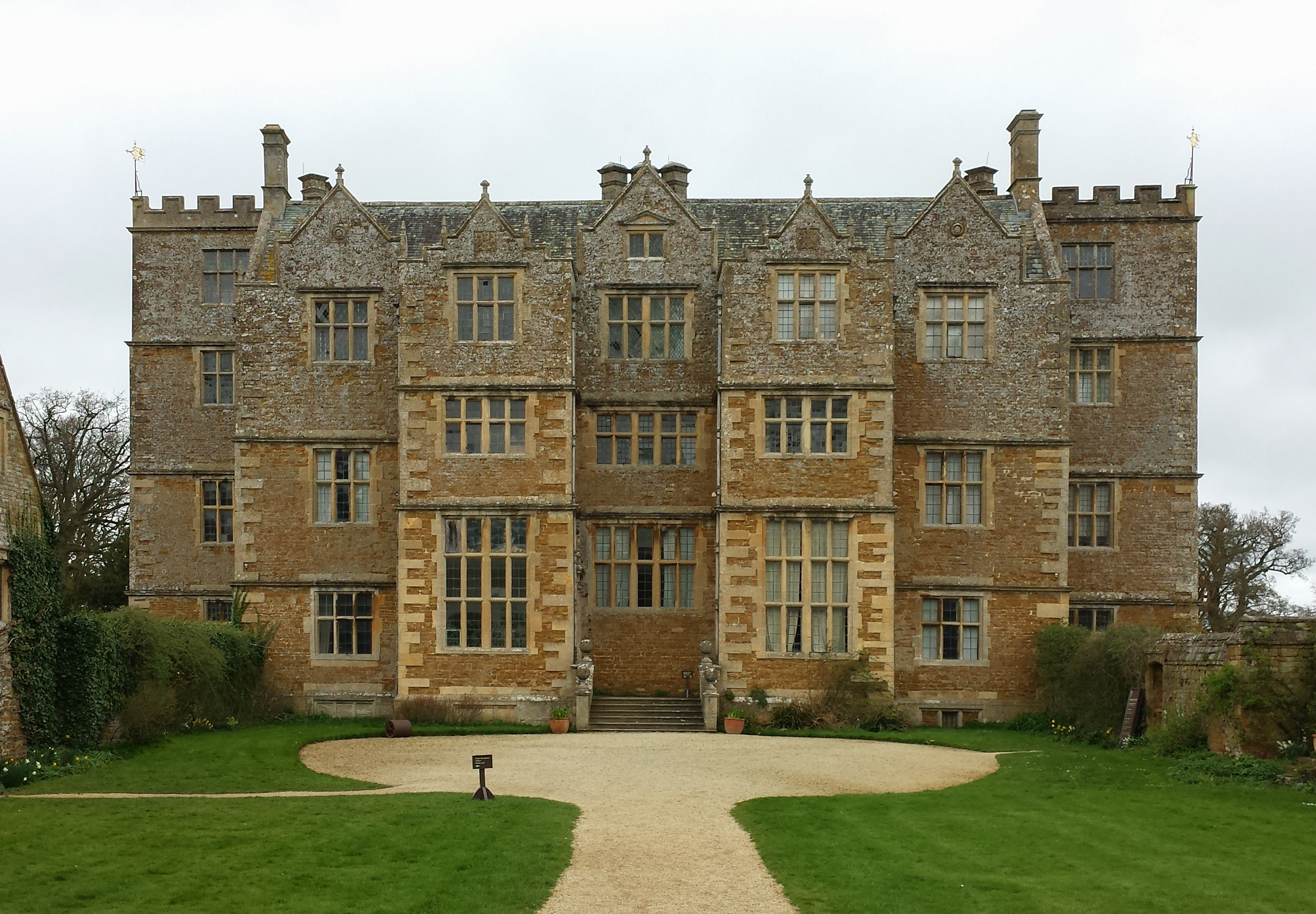
Maison familiale

Elle passe ses vacances à Chastleton House, dans l'Oxfordshire, propriété de son père, vendue au National Trust en 1991.
En 1953, elle suit un cours sur les techniques archéologiques à l'Institut d'archéologie de l'université de Londres,. Elle commence des études de zoologie au Chelsea College of Science and Technology (en) où elle obtient son diplôme. Elle poursuit ses études à l'Institut d'archéologie et soutient une thèse de doctorat en zooarchéologie intitulée Mammalian faunas from sites in India and western Asia, dirigée par Frederick Everard Zeuner, en 1962. 
Juliet Clutton-Brock obtient un emploi à temps partiel au musée d'histoire naturelle de Londres puis elle obtient un poste à plein temps à la section des mammifères en 1969, poste qu'elle occupe jusqu'à sa retraite en 1993. Elle est rédactrice du Journal of Zoology à partir de 1994 puis rédactrice en chef de 1999 à 2006,. En 1976, elle est élue membre du comité exécutif du Conseil international d'archéozoologie lors du congrès de l'Union internationale des sciences préhistoriques et protohistoriques en 1976, à Nice. Elle organise en 1982 une réunion du Conseil international d'archéozoologie à l'Institut d'archéologie de Londres avec Caroline Grigson. 
Ses livres les plus connus sont A Natural History of Domesticated Mammals, et des ouvrages de la série Eyewitness Books, consacrés au cheval, au chat et au chien. Horse Power: A History of the Horse and the Donkey in Human Societies  et Cats: Ancient and Modern.
Juliet Clutton-Brock a épousé le biologiste Peter Jewell (1925-1998), en 1958.
Elle meurt le 21 septembre 2015,.

## Publications
- Excavations at Langhnaj, 1944-63 : Part 2 : The fauna, Poona, Deccan College Postgraduate and Research Institute, 1965
- Research problems in zooarchaeology, Londres, Institute of Archaeology, 1978, 145 p. (ISBN 978-0-905853-07-9)
- Domesticated animals from early times, Austin, University of Texas Press, 1981, 208 p. (ISBN 978-0-292-71532-5, lire en ligne)
- A natural history of domesticated mammals, Cambridge, 1st, 1987, 208 p. (ISBN 978-0-521-34697-9) A natural history of domesticated mammals, Cambridge, 1st, 1987, 208 p. (ISBN 978-0-521-34697-9)
- The British Museum book of cats : ancient and modern, Londres, British Museum Publications, 1988, 96 p. (ISBN 978-0-7141-1664-8)
- The Walking larder : patterns of domestication, pastoralism, and predation, Londres, Unwin Hyman, 1988, 368 p. (ISBN 978-0-04-445013-9)
- Stephen J.G. Hall et Juliet Clutton-Brock, Two hundred years of British farm Livestock, Londres, British Museum, 1989, 272 p. (ISBN 978-0-565-01077-5)
- Juliet Clutton-Brock, Horse power : a history of the horse and the donkey in human societies, Cambridge, Massachusetts, Harvard University Press, 1992, 192 p. (ISBN 978-0-674-40646-9)
- Horse, Londres, DK Publishing, 1992, 63 p. (ISBN 978-0-86318-790-2)
- A natural history of domesticated mammals, Cambridge, 2nd, 1999, 248 p. (ISBN 978-0-521-63247-8)
- Cat, New York, DK Publishing, 2004, 72 p. (ISBN 978-0-7566-0662-6, lire en ligne)
- Dog, Londres, DK Publishing, 2004 (ISBN 978-0-7566-0678-7, lire en ligne)
- (en) Animals as domesticates : a world view through history, East Lansing, Michigan State University Press, 2012, 189 p. (ISBN 978-1-61186-028-3)

## Distinctions
- 1979 : membre de la Society of Antiquaries of London[7].
- Membre de la Zoological Society of London[8].